# ACM Automobili
ACM Automobili byla italská automobilka.

## Historie
ACM Automobili patřila skupině Ali Ciemme S.p.A. z Piazzano di Atessa, ke které patřila i firma Automobili Biagini. Výroba automobilů na bázi modelů firem FIAT a ARO začala v roce 1981 a ukončena byla v roce 1990.
ACM do Itálie dovážela rumunské automobily ARO. Firma také v Itálii montovala automobily ARO 10 s dieselovými a později s turbodieselovými motory. Od roku 1990 vyráběla vlastní automobil ACM Enduro X4, který používal technický základ ARA. O rok později firma představila prototyp Scorpion. Ten měl vzhůru výklopné dveře a karoserie měla zaoblené tvary.